# 幌延断層帯
幌延断層帯（ほろのべだんそうだい）は、北海道稚内市内に位置すると考えられている断層帯。ただし2010年、地震調査研究推進本部地震調査委員会により存在（活動）を否定されている。

## 概要
1950年代に稚内市街地東方に位置する稚内丘陵の地質調査が行われる中で、丘陵を形成する活断層として丘陵の西側に断層帯が存在するものと考えられるようになり、地域の地名から幌延断層と命名された。推定距離22kmの逆断層と推定されている。
しかしながら2005年までに地震調査研究推進本部地震調査委員会で行われた活断層の全国調査、2007年の北海道立地質研究所（現:北海道立総合研究機構地質研究所）、2009年の北海道立地質研究所・産業技術総合研究所が実施した調査結果によって、断層帯の活動について否定的な見解が出されるに至っている。